# Quadrupédie
 (décembre 2016).
Améliorez-le ou discutez des points à vérifier. 

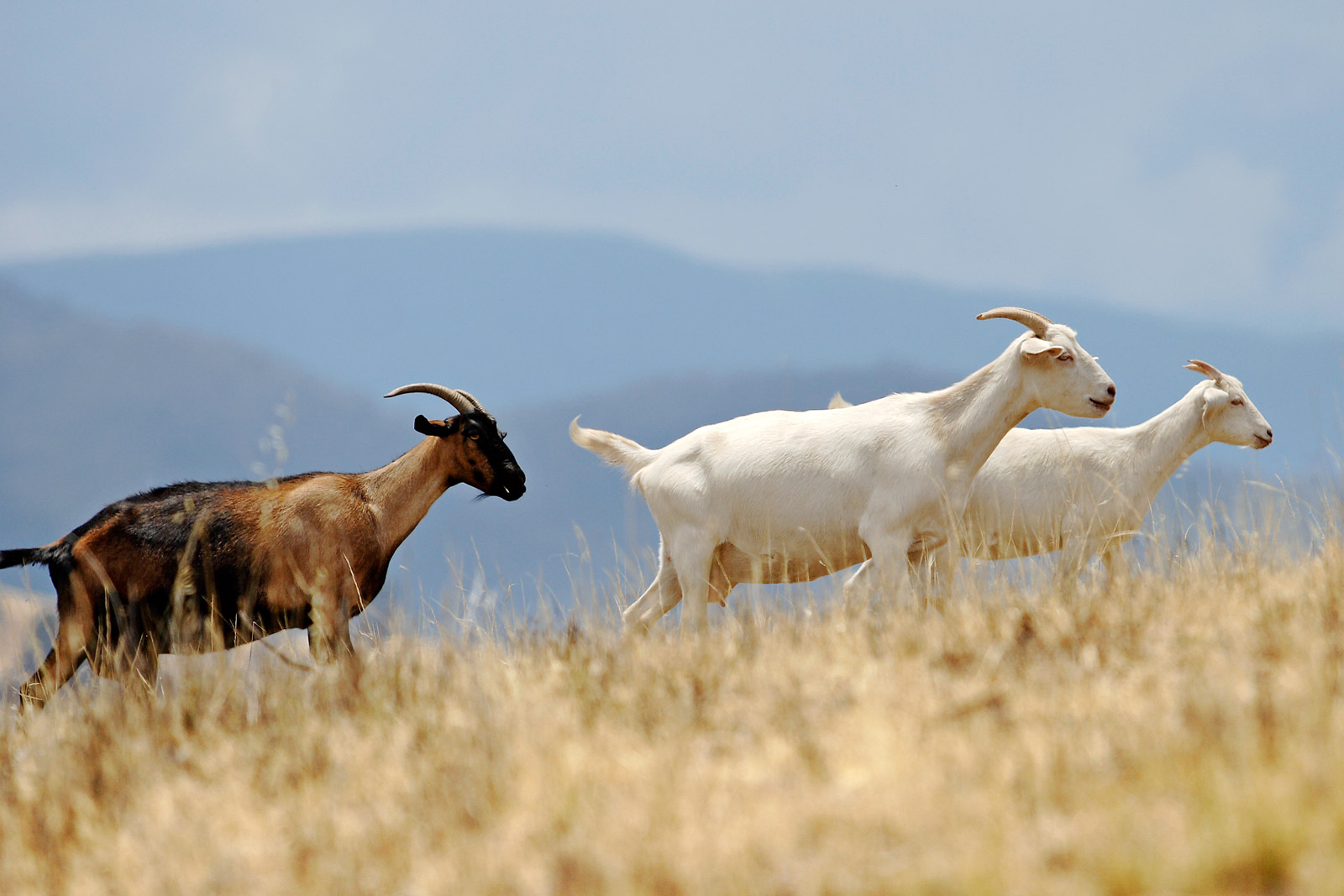

La quadrupédie est un mode de locomotion terrestre (en) par lequel un organisme se meut préférentiellement sur quatre membres. Le terme de quadrupède ou quadripède désigne les espèces d’animaux qui marchent à quatre pattes.

## Espèces concernées
De nombreux animaux ambulatoires sont des quadrupèdes (particulièrement chez les Mammifères), mais la plupart ne le sont pas : Arthropodes à six pattes ou plus, comme les mille-pattes, Oiseaux (bipèdes), Poissons ou Cétacés (nageurs), Chauve-souris, Serpents ou humains. Quelques exemples courants de quadrupèdes sont les chats, les chiens, les bovidés, les batraciens et une grande quantité de lézards. Le groupe de « quadrupèdes » (qui n'a pas de valeur au niveau de la classification phylogénétique) se rapporte donc couramment aux mammifères qui marchent avec leurs quatre membres (qu'ils soient plantigrades, digitigrades ou ongulés).
Tous les animaux qui possèdent quatre membres ne sont pas des quadrupèdes : les tétrapodes regroupent tous les animaux qui ont deux paires de membres munis de doigts. De nombreux tétrapodes n'utilisent pas leurs quatre membres pour marcher. Les humains, les oiseaux, les marsouins sont tous des exemples de tétrapodes non quadrupèdes. Il est possible que les ancêtres de ces animaux aient autrefois utilisé tous leurs membres pour marcher. Quelques autres animaux avaient peut-être des ancêtres quadrupèdes, mais leurs pattes sont devenues des structures vestigiales – c’est-à-dire que leurs membres n'ont plus de fonction contrairement à ceux de leurs ancêtres.

## Galerie

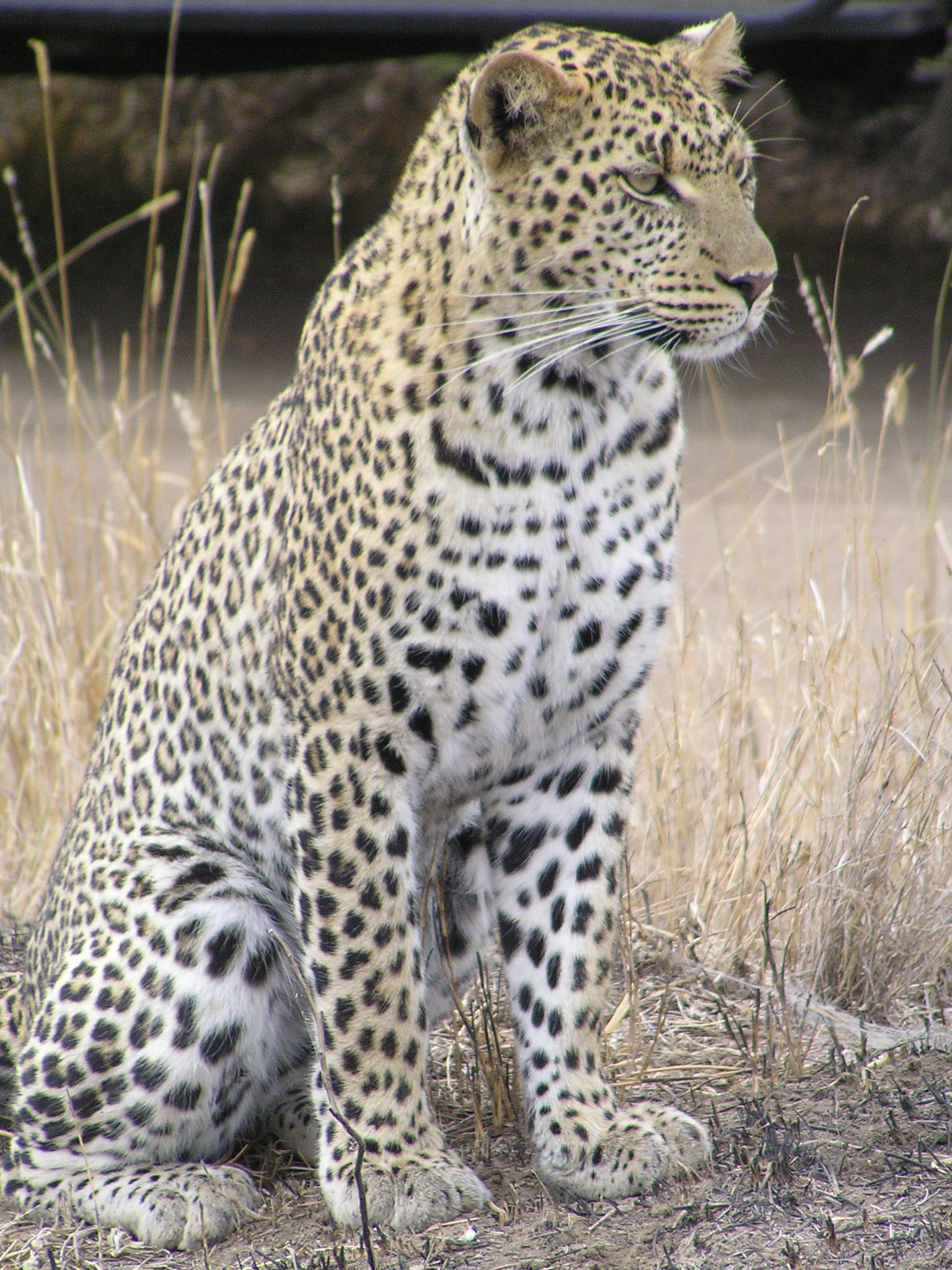
Léopard.
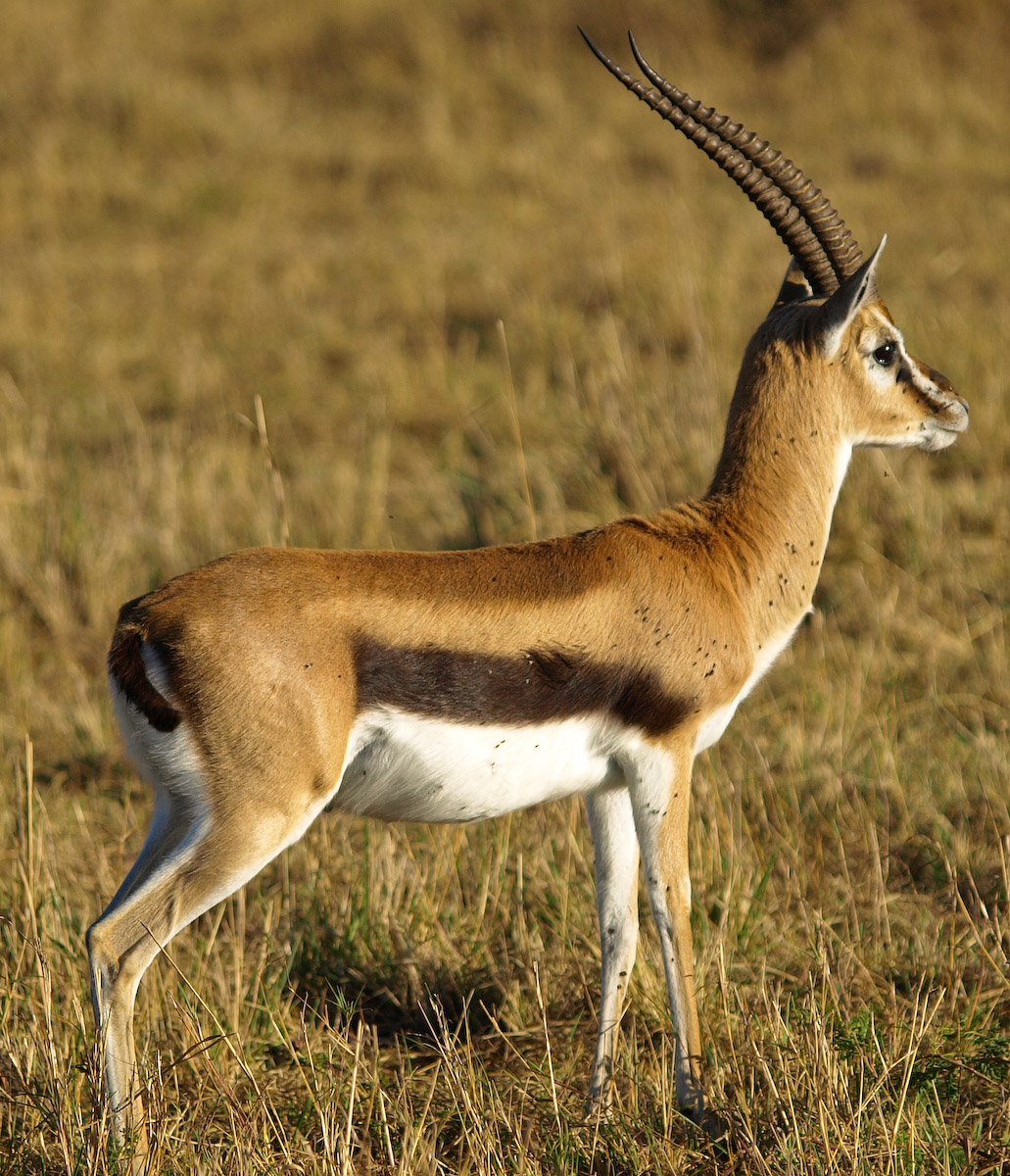
Gazelle.
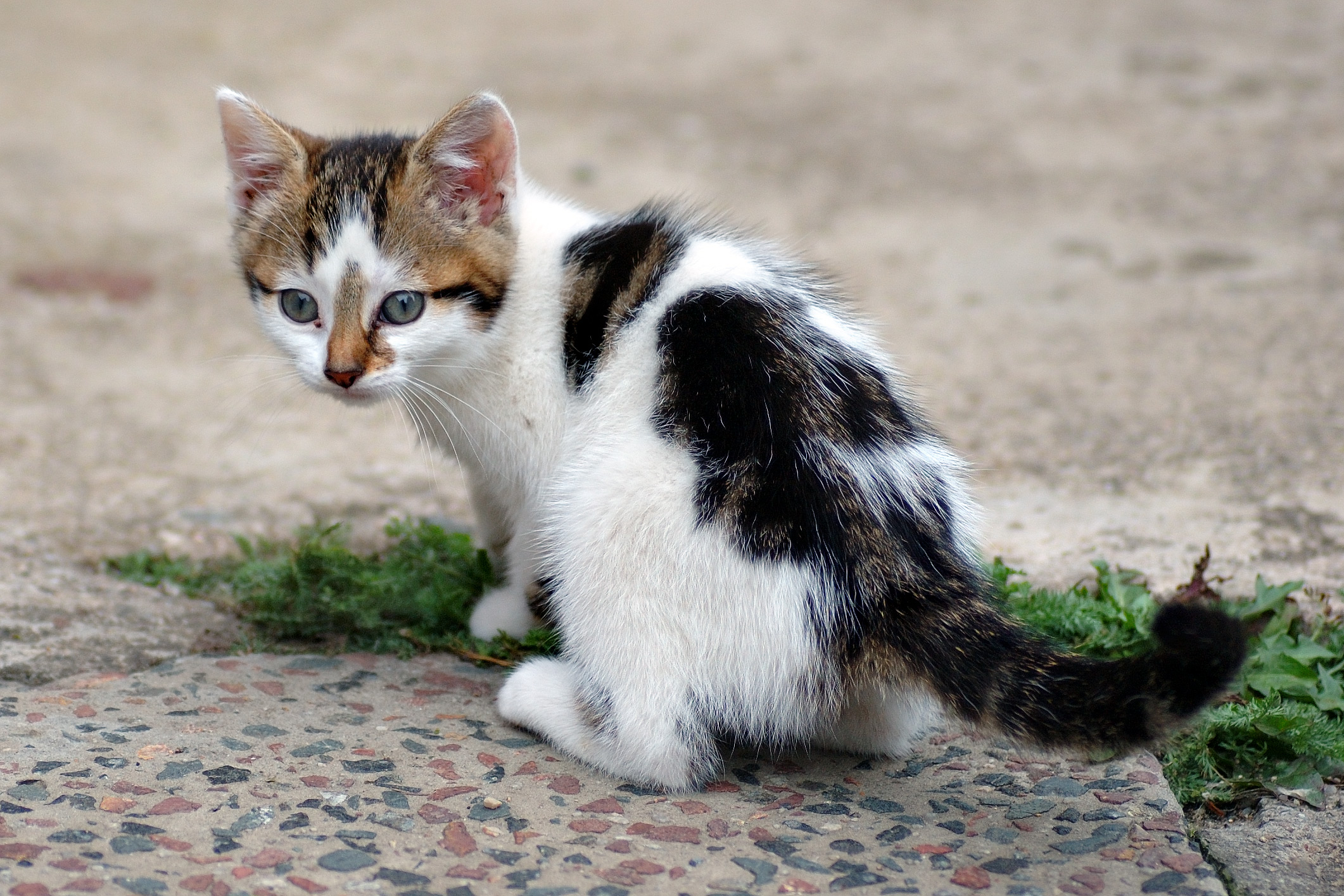
Chat.
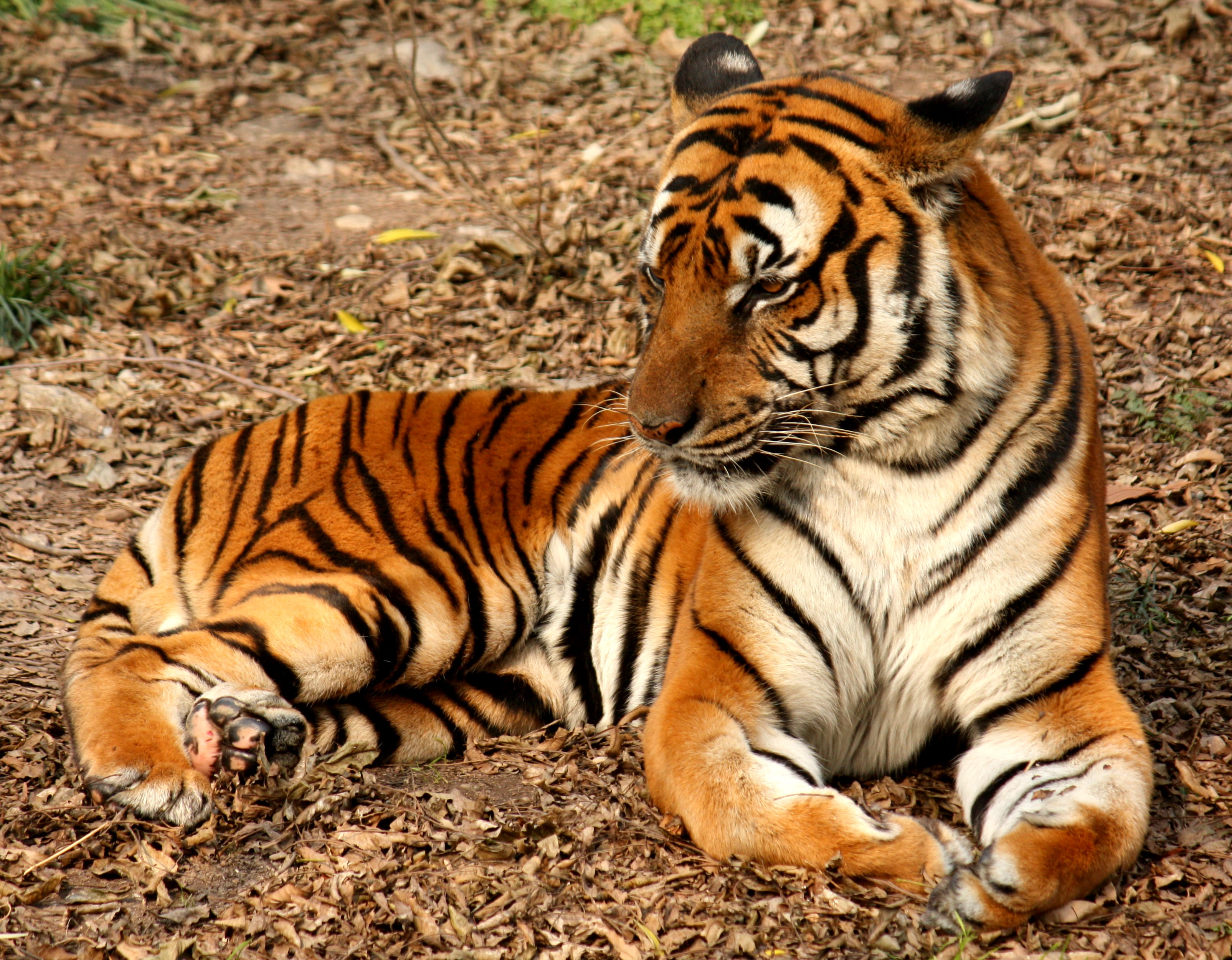
Tigre.

## Quadrupédie humaine
Actuellement, il y a aussi une controverse au sujet de l’existence d’humains quadrupèdes. En juillet 2005, des scientifiques ont découvert que les membres d'une famille en Turquie, la famille Ulas, marchaient naturellement sur leurs pieds et leurs deux mains, un récit corroboré par les cals sur leurs mains. Personne ne sait vraiment si les membres de cette famille utilisent ce mode de locomotion à cause du milieu ou à cause d'une anormalité chromosomique, en particulier du chromosome 17 qui est, selon certains[Qui ?], responsable de la bipédie.
Une autre hypothèse vient d'un scientifique britannique, Nicholas Humphrey, qui croit que ces humains qui marchent sur quatre membres ont simplement régressé. Il considère que la déficience de marche est liée à l’existence d'ataxie cérébelleuse qui cause l'arriération chez ces humains.